# Astana Fýtbol Klýby 2019
Questa voce raccoglie le informazioni riguardanti l'FC Astana nelle competizioni ufficiali della stagione 2019.

## Maglie e sponsor
Per la stagione 2019, il fornitore tecnico è Adidas, mentre gli sponsor di maglia sono Samruk-Kazyna e Olimp (sulla manica sinistra e sui pantaloncini).
| 1ª divisa | 2ª divisa |

## Rosa
| N. |                                 | Ruolo | Calciatore             |
| -- | ------------------------------- | ----- | ---------------------- |
| 1  | Kazakistan (bandiera)           | P     | Nenad Erić ()          |
| 2  | Serbia (bandiera)               | D     | Antonio Rukavina       |
| 5  | Bosnia ed Erzegovina (bandiera) | D     | Marin Aničić           |
| 6  | Montenegro (bandiera)           | D     | Žarko Tomašević        |
| 7  | Kazakistan (bandiera)           | C     | Serikjan Mujïqov       |
| 9  | Romania (bandiera)              | C     | Dorin Rotariu          |
| 10 | Islanda (bandiera)              | C     | Rúnar Már Sigurjónsson |
| 14 | Croazia (bandiera)              | C     | Marin Tomasov          |
| 15 | Kazakistan (bandiera)           | D     | Abzal Beýsebekov       |
| 18 | Bielorussia (bandiera)          | C     | Ivan Maeŭski           |
| 19 | RD del Congo (bandiera)         | A     | Firmin Mubele          |
| 24 | Croazia (bandiera)              | D     | Luka Šimunović         |
| 27 | Kazakistan (bandiera)           | D     | Yurïý Logvïnenko       |
| 28 | Kazakistan (bandiera)           | C     | Iýrıı Persýh           |
| 29 | Kazakistan (bandiera)           | C     | Mädï Jaqıpbayev        |
| 30 | RD del Congo (bandiera)         | A     | Junior Kabananga       |

| N. |                       | Ruolo | Calciatore           |
| -- | --------------------- | ----- | -------------------- |
| 31 | Kazakistan (bandiera) | P     | Danïl Podımskïý      |
| 32 | Curaçao (bandiera)    | A     | Rangelo Janga ()     |
| 35 | Kazakistan (bandiera) | P     | Aleksandr Mokïn      |
| 42 | Kazakistan (bandiera) | C     | Lev Skvorcov         |
| 44 | Kazakistan (bandiera) | D     | Evgenij Postnikov () |
| 45 | Kazakistan (bandiera) | A     | Roman Mýrtazaev      |
| 47 | Kazakistan (bandiera) | D     | Ravïl Ibragïmov      |
| 53 | Kazakistan (bandiera) | P     | Stanïslav Pavlov     |
| 70 | Kazakistan (bandiera) | C     | Sultan Sağınayev     |
| 73 | Kazakistan (bandiera) | C     | Dïdar Jalmuqan       |
| 77 | Kazakistan (bandiera) | D     | Dmïtrïý Şomko        |
| 80 | Kazakistan (bandiera) | A     | Vladıslav Prokopenko |
| 81 | Kazakistan (bandiera) | A     | Ramazan Kárimov      |
| 87 | Kazakistan (bandiera) | C     | Jaslan Kaïrkenov     |
| 91 | Kazakistan (bandiera) | A     | Sergey Xïjnïçenko    |

## Calciomercato

### Sessione invernale
| Acquisti | Acquisti          | Acquisti          | Acquisti      |
| R.       | Nome              | da                | Modalità      |
| -------- | ----------------- | ----------------- | ------------- |
| P        | Dmıtrıı Nepogodov | Tobyl             | definitivo    |
| P        | Danïl Podımskïý   | Altaı             | fine prestito |
| D        | Marat Bystrov     | Tobyl             | fine prestito |
| D        | Talğat Kwsyapov   | Oqjetpes          | fine prestito |
| D        | Luka Šimunović    | Šachcër Salihorsk | svincolato    |
| C        | Srđan Grahovac    | Rijeka            | fine prestito |
| C        | Iýrıı Persýh      | Atyrau            | fine prestito |
| C        | Dorin Rotariu     | Club Bruges       | definitivo    |
| A        | Dïdar Jalmuqan    | Atyrau            | fine prestito |
| A        | Sergey Xïjnïçenko | Ordabasy          | svincolato    |

| Cessioni | Cessioni              | Cessioni     | Cessioni                 |
| R.       | Nome                  | a            | Modalità                 |
| -------- | --------------------- | ------------ | ------------------------ |
| P        | Dmıtrıı Nepogodov     | Ordabasy     | prestito                 |
| D        | Marat Bystrov         | Ordabasy     | prestito                 |
| D        | Talğat Kwsyapov       | Kaspıı       | prestito                 |
| D        | Serhij Malyj          | Ordabasy     | prestito                 |
| C        | Srđan Grahovac        | Rapid Vienna | svincolato               |
| C        | Pedro Henrique        | PAOK         | fine prestito            |
| C        | László Kleinheisler   | Osijek       | svincolato               |
| C        | Richard               | Qarabağ      | prestito                 |
| C        | Baqtııaar Zaınýtdınov | Rostov       | definitivo (0,115 mln €) |
| A        | Alekseý Şçetkïn       | Ordabasy     | prestito                 |

### Sessione estiva
| Acquisti | Acquisti               | Acquisti     | Acquisti   |
| R.       | Nome                   | da           | Modalità   |
| -------- | ---------------------- | ------------ | ---------- |
| D        | Žarko Tomašević        | Ostenda      | svincolato |
| C        | Rúnar Már Sigurjónsson | Grasshoppers | svincolato |
| A        | Firmin Mubele          | Tolosa       | prestito   |

| Cessioni | Cessioni         | Cessioni  | Cessioni      |
| R.       | Nome             | a         | Modalità      |
| -------- | ---------------- | --------- | ------------- |
| P        | Danïl Podımskïý  | Kaspıı    | prestito      |
| D        | Marin Aničić     | Konyaspor | definitivo    |
| C        | Sultan Sağınayev | Ertis     | prestito      |
| A        | Junior Kabananga | Al-Nassr  | fine prestito |

## Risultati

### Prem'er Ligasy
| Arbitro: | Kwçïn (Karaganda) |

|                                              |           |              |
| Tomasov 20’, 39’ Logvïnenko 34’ Persýh 90+4’ | Marcatori | 3’ Aýımbetov |

| Arbitro: | Aleşïn (Pavlodar) |

|                       |           |               |
| Janga 59’ Maeŭski 72’ | Marcatori | 69’ Dmitrijev |

| Arbitro: | Baýımbet (Taraz) |

|  |           |                        |
|  | Marcatori | 26’ Aničić 58’ Rotariu |

| Qyzylorda 7 aprile 2019, ore 16:00 UTC+5 4ª giornata | Qaisar             | 0 – 0 referto | Astana | Stadio Gany Muratbayev (3 000 spett.)\| Arbitro: \| Gawzer (Petropavl) \| |
| Arbitro:                                             | Gawzer (Petropavl) |               |        |                                                                           |

| Arbitro: | Ïzmaýlov (Taldıqorğan) |

|                                |           |                 |
| Rotariu 15’ Tomasov 65’ (rig.) | Marcatori | 44’ Janğılışbaý |

| Arbitro: | Vïşnïçenko (Qostanay) |

|  |           |             |
|  | Marcatori | 21’ Rotariu |

| Arbitro: | Goroxovodackïý (Almaty) |

|                            |           |            |
| Aničić 59’ Mýrtazaev 90+2’ | Marcatori | 8’ Bočarov |

| Arbitro: | Omarov (Almaty) |

|  |           |                                         |
|  | Marcatori | 7’ Tomasov 59’ Mujïqov 90+2’ Xïjnïçenko |

| Arbitro: | Kwçïn (Karaganda) |

|  |           |           |
|  | Marcatori | 78’ Cañas |

| Arbitro: | Sarïev (Oral) |

|                                    |           |  |
| Nyuiadzi 48’ (rig.) Lobjanidze 76’ | Marcatori |  |

| Arbitro: | Gawzer (Petropavl) |

|               |           |                                 |
| Mýrtazaev 35’ | Marcatori | 78’ (rig.) Shahmetov 87’ Zenjov |

| Arbitro: | Omarov (Almaty) |

|                  |           |               |
| Stojanović 90+1’ | Marcatori | 45’ Mýrtazaev |

| Arbitro: | Raxïmbayev (Almaty) |

|               |           |  |
| Postnikov 36’ | Marcatori |  |

| Arbitro: | Vïşnïçenko (Qostanay) |

|                                                  |           |                |
| Mýrtazaev 14’ Persýh 26’ Rotariu 46’ Tomasov 50’ | Marcatori | 79’ Barseghyan |

| Arbitro: | Karlïbayev (Oral) |

|                                           |           |                           |
| Tölebek 28’ Mehanović 36’ Janğılışbaý 47’ | Marcatori | 44’ Tomasov 74’ Mýrtazaev |

| Arbitro: | Çesnokov (Öskemen) |

|  |           |                        |
|  | Marcatori | 68’ Dugalić 70’ Ábiken |

| Arbitro: | Abdanbayev (Taraz) |

|  |           |                              |
|  | Marcatori | 53’ Sigurjónsson 76’ Tomasov |

| Arbitro: | Raxïmbayev (Almaty) |

|                                          |           |             |
| Kabananga 17’ Rotariu 40’ Beýsebekov 49’ | Marcatori | 85’ Jwmatov |

| Arbitro: | Vïşnïçenko (Qostanay) |

|  |           |                                          |
|  | Marcatori | 40’ Kabananga 63’, 85’ Tomasov 90’ Janga |

| Arbitro: | Abjan (Şımkent) |

|                                       |           |  |
| Janga 33’, 71’ Mubele 63’ Tomasov 88’ | Marcatori |  |

| Arbitro: | Omarov (Almaty) |

|           |           |  |
| Pešić 39’ | Marcatori |  |

| Arbitro: | Kwçïn (Karaganda) |

|                    |           |                                           |
| Aýımbetov 56’, 84’ | Marcatori | 8’ Maeŭski 53’ Sigurjónsson 86’ Mýrtazaev |

| Arbitro: | Ïzmaýlov (Taldıqorğan) |

|                |           |                                                    |
| Qalmuratov 89’ | Marcatori | 13’ (aut.) Marković 15’, 33’ Tomasov 45+2’ Rotariu |

| Arbitro: | Gawzer (Petropavl) |

|                                                       |           |  |
| Janga 18’ Jalmuqan 57’, 83’ Mýrtazaev 59’ Tomasov 76’ | Marcatori |  |

| Arbitro: | Qızılbayev (Aqtöbe) |

|  |           |                |
|  | Marcatori | 33’ Logvïnenko |

| Arbitro: | Qızılbayev (Aqtöbe) |

|                                |           |             |
| Tomasov 54’ Vidović 66’ (aut.) | Marcatori | 34’ Shkodra |

| Arbitro: | Moskovçenko (Petropavl) |

|                          |           |            |
| Tošev 80’ Jaqsılıqov 89’ | Marcatori | 8’ Rotariu |

| Arbitro: | Çesnokov (Öskemen) |

|                                    |           |  |
| Beýsebekov 14’ Xïjnïçenko 24’, 58’ | Marcatori |  |

| Arbitro: | Abdwllayev (Karatau) |

|                |           |                    |
| João Paulo 51’ | Marcatori | 15’ (aut.) Erlanov |

| Arbitro: | Kwçïn (Karaganda) |

|                                       |           |             |
| Tomasov 9’ Xïjnïçenko 61’ Janga 90+5’ | Marcatori | 68’ Dugalić |

| Arbitro: | Saxï (Qyzylorda) |

|                                        |           |  |
| Tomasov 22’, 45’, 49’, 55’ Mujïqov 90’ | Marcatori |  |

| Arbitro: | Abdanbayev (Taraz) |

|  |           |                |
|  | Marcatori | 37’ Logvïnenko |

| Arbitro: | Ïzmaýlov (Taldıqorğan) |

|  |           |                           |
|  | Marcatori | 43’ Manzorro 68’ Mingazow |

### Coppa del Kazakistan
| Arbitro: | Abjan (Şımkent) |

| |                        | |
| Wmaşev 65’ | Marcatori              | 25’ Mujïqov |
| Wmaşev Vyatkïn Sovetkazy Bilyj Dudkin Zhaksylyk Podprugin Kenzhegulov Abdulhanov Şakïn Sapargaliev Wmaşev Vyatkïn Sovetkazy Bilyj | Tiri di rigore 15 – 14 | Beýsebekov Şomko Jalmuqan Kárimov Mujïqov Šimunović Sağınayev Skvorcov Rotariu Kabananga Mokïn Beýsebekov Şomko Jalmuqan Kárimov |

### Champions League
| Arbitro: | Visser |

|               |           |  |
| Postnikov 68’ | Marcatori |  |

| Arbitro: | Harkam |

|                                      |           |              |
| Omrani 10’, 73’ Postnikov 26’ (aut.) | Marcatori | 4’ Mýrtazaev |

### Europa League

#### Secondo turno preliminare
| Andorra La Vella 23 luglio 2019, ore 20:00 CEST Andata | FC Santa Coloma | 0 – 0 referto | Astana | Estadi Comunal (382 spett.)\| Arbitro: \| Hennessy \| |
| Arbitro:                                               | Hennessy        |               |        |                                                       |

| Arbitro: | Kruashvili |

|                                                 |           |       |
| Sigurjónsson 24’ (rig.) Tomasov 73’, 79’, 90+4’ | Marcatori | 7’ Pi |

#### Terzo turno preliminare
| Arbitro: | Bezborodov |

|                                                           |           |                |
| Sigurjónsson 8’, 57’ Logvïnenko 15’ Tomasov 35’ Janga 80’ | Marcatori | 67’ Fontanella |

| Arbitro: | Klossner |

|  |           |                                     |
|  | Marcatori | 25’, 68’ Mýrtazaev 37’, 89’ Tomasov |

#### Spareggio
| Arbitro: | Bojko |

|                                                    |           |  |
| Tomasov 23’ Logvïnenko 44’ Sigurjónsson 52’ (rig.) | Marcatori |  |

| Arbitro: | Madden |

|                         |           |  |
| Skavyš 6’ Jablonski 85’ | Marcatori |  |

#### Fase a gironi
| Arbitro: | Letexier |

|               |           |  |
| Greenwood 73’ | Marcatori |  |

| Arbitro: | Al-Hakim |

|                  |           |                |
| Sigurjónsson 85’ | Marcatori | 28’, 73’ Sadiq |

| Arbitro: | Jorgji |

|                                                                                    |           |  |
| Koopmeiners 39’ (rig.), 83’ (rig.) Boadu 43’ Stengs 77’ Sugawara 85’ Idrissi 90+2’ | Marcatori |  |

| Arbitro: | Kristoffersen |

|  |           |                                                         |
|  | Marcatori | 29’, 77’ Boadu 52’ Midtsjø 57’ Idrissi 75’ Chatzīdiakos |

| Arbitro: | Rumšas |

|                              |           |             |
| Şomko 55’ Bernard 62’ (aut.) | Marcatori | 10’ Lingard |

| Arbitro: | Glova |

|                                    |           |                     |
| Soumah 4’ Sadiq 22’, 76’ Asano 26’ | Marcatori | 26’ (aut.) Pavlović |

### Supercoppa
| Arbitro: | Çesnokov (Öskemen) |

|                   |           |  |
| Kabananga 7’, 66’ | Marcatori |  |

## Statistiche

### Statistiche di squadra
| Competizione              | Punti | In casa | In casa | In casa | In casa | In casa | In casa | In trasferta | In trasferta | In trasferta | In trasferta | In trasferta | In trasferta | Totale | Totale | Totale | Totale | Totale | Totale | DR  |
| Competizione              | Punti | G       | V       | N       | P       | Gf      | Gs      | G            | V            | N            | P            | Gf           | Gs           | G      | V      | N      | P      | Gf     | Gs     | DR  |
| ------------------------- | ----- | ------- | ------- | ------- | ------- | ------- | ------- | ------------ | ------------ | ------------ | ------------ | ------------ | ------------ | ------ | ------ | ------ | ------ | ------ | ------ | --- |
| Prem'er Ligasy            | 69    | 17      | 13      | 0       | 4       | 41      | 15      | 16           | 9            | 3            | 4            | 26           | 13           | 33     | 22     | 3      | 8      | 67     | 28     | +39 |
| Coppa del Kazakistan      | -     | 0       | 0       | 0       | 0       | 0       | 0       | 1            | 0            | 1            | 0            | 1            | 1            | 1      | 0      | 1      | 0      | 1      | 1      | 0   |
| Champions League          | -     | 1       | 1       | 0       | 0       | 1       | 0       | 1            | 0            | 0            | 1            | 1            | 3            | 2      | 1      | 0      | 1      | 2      | 3      | -1  |
| Europa League             | 3     | 6       | 4       | 0       | 2       | 15      | 10      | 6            | 1            | 1            | 4            | 5            | 13           | 12     | 5      | 1      | 6      | 20     | 23     | -3  |
| Supercoppa del Kazakistan | -     | -       | -       | -       | -       | -       | -       | 1            | 1            | 0            | 0            | 2            | 0            | 1      | 1      | 0      | 0      | 2      | 0      | +2  |
| Totale                    | 72    | 24      | 18      | 0       | 6       | 57      | 25      | 25           | 11           | 5            | 9            | 35           | 30           | 49     | 29     | 5      | 15     | 92     | 55     | +37 |

### Andamento in campionato
| Giornata  | 1 | 2 | 3 | 4 | 5 | 6 | 7 | 8 | 9 | 10 | 11 | 12 | 13 | 14 | 15 | 16 | 17 | 18 | 19 | 20 | 21 | 22 | 23 | 24 | 25 | 26 | 27 | 28 | 29 | 30 | 31 | 32 | 33 |
| --------- | - | - | - | - | - | - | - | - | - | -- | -- | -- | -- | -- | -- | -- | -- | -- | -- | -- | -- | -- | -- | -- | -- | -- | -- | -- | -- | -- | -- | -- | -- |
| Luogo     | C | C | T | T | C | T | C | T | C | T  | C  | T  | C  | C  | T  | C  | T  | C  | T  | C  | T  | T  | T  | C  | T  | C  | T  | C  | T  | C  | C  | T  | C  |
| Risultato | V | V | V | N | V | V | V | V | P | P  | P  | N  | V  | V  | P  | P  | V  | V  | V  | V  | P  | V  | V  | V  | V  | V  | P  | V  | N  | V  | V  | V  | P  |
| Posizione | 2 | 3 | 2 | 1 | 1 | 1 | 1 | 1 | 1 | 1  | 1  | 1  | 1  | 1  | 1  | 2  | 1  | 1  | 1  | 1  | 2  | 2  | 3  | 2  | 1  | 3  | 4  | 3  | 3  | 2  | 2  | 1  | 1  |

Legenda:

Luogo: C = Casa; T = Trasferta. Risultato: V = Vittoria; N = Pareggio; P = Sconfitta.

### Statistiche dei giocatori
Sono in corsivo i calciatori che hanno lasciato la società a stagione in corso.
| Giocatore          | Qazaqstan Prem'er Ligasy | Qazaqstan Prem'er Ligasy | Qazaqstan Prem'er Ligasy | Qazaqstan Prem'er Ligasy | Coppa del Kazakistan + Supercoppa del Kazakistan | Coppa del Kazakistan + Supercoppa del Kazakistan | Coppa del Kazakistan + Supercoppa del Kazakistan | Coppa del Kazakistan + Supercoppa del Kazakistan | UEFA Champions League | UEFA Champions League | UEFA Champions League | UEFA Champions League | UEFA Europa League | UEFA Europa League | UEFA Europa League | UEFA Europa League | Totale   | Totale | Totale      | Totale     |
| Giocatore          | Presenze                 | Reti                     | Ammonizioni              | Espulsioni               | Presenze                                         | Reti                                             | Ammonizioni                                      | Espulsioni                                       | Presenze              | Reti                  | Ammonizioni           | Espulsioni            | Presenze           | Reti               | Ammonizioni        | Espulsioni         | Presenze | Reti   | Ammonizioni | Espulsioni |
| ------------------ | ------------------------ | ------------------------ | ------------------------ | ------------------------ | ------------------------------------------------ | ------------------------------------------------ | ------------------------------------------------ | ------------------------------------------------ | --------------------- | --------------------- | --------------------- | --------------------- | ------------------ | ------------------ | ------------------ | ------------------ | -------- | ------ | ----------- | ---------- |
| M. Aničić          | 14                       | 2                        | 2                        | 0                        | 0+1                                              | 0                                                | 0                                                | 0                                                | 1                     | 0                     | 0                     | 0                     | 2                  | 0                  | 1                  | 0                  | 18       | 2      | 3           | 0          |
| A. Beýsebekov      | 30                       | 2                        | 2                        | 0                        | 1+1                                              | 0                                                | 0+1                                              | 0                                                | 2                     | 0                     | 0                     | 0                     | 7                  | 0                  | 1                  | 0                  | 41       | 2      | 4           | 0          |
| N. Erić            | 28                       | -25                      | 2                        | 0                        | 0+1                                              | 0                                                | 0                                                | 0                                                | 2                     | -3                    | 0                     | 0                     | 12                 | -17                | 0                  | 0                  | 43       | -45    | 2           | 0          |
| R. Ibragïmov       | 0                        | 0                        | 0                        | 0                        | 1+0                                              | 0                                                | 1+0                                              | 0                                                | 0                     | 0                     | 0                     | 0                     | 0                  | 0                  | 0                  | 0                  | 1        | 0      | 1           | 0          |
| D. Jalmuqan        | 7                        | 2                        | 0                        | 0                        | 1+0                                              | 0                                                | 1+0                                              | 0                                                | 0                     | 0                     | 0                     | 0                     | 1                  | 0                  | 0                  | 0                  | 9        | 2      | 1           | 0          |
| R. Janga           | 30                       | 6                        | 2                        | 0                        | 1+1                                              | 0                                                | 0                                                | 0                                                | 2                     | 0                     | 0                     | 0                     | 10                 | 1                  | 1                  | 0                  | 44       | 7      | 3           | 0          |
| M. Jaqıpbayev      | 0                        | 0                        | 0                        | 0                        | 0                                                | 0                                                | 0                                                | 0                                                | 0                     | 0                     | 0                     | 0                     | 0                  | 0                  | 0                  | 0                  | 0        | 0      | 0           | 0          |
| J. Kabananga       | 14                       | 2                        | 0                        | 0                        | 1+1                                              | 0+2                                              | 0                                                | 0                                                | 0                     | 0                     | 0                     | 0                     | 0                  | 0                  | 0                  | 0                  | 16       | 4      | 0           | 0          |
| J. Kaïrkenov       | 0                        | 0                        | 0                        | 0                        | 0                                                | 0                                                | 0                                                | 0                                                | 0                     | 0                     | 0                     | 0                     | 0                  | 0                  | 0                  | 0                  | 0        | 0      | 0           | 0          |
| R. Kárimov         | 0                        | 0                        | 0                        | 0                        | 1+0                                              | 0                                                | 0                                                | 0                                                | 0                     | 0                     | 0                     | 0                     | 0                  | 0                  | 0                  | 0                  | 1        | 0      | 0           | 0          |
| Y. Logvïnenko      | 15                       | 3                        | 3                        | 0                        | 0+1                                              | 0                                                | 0                                                | 0                                                | 2                     | 0                     | 0                     | 0                     | 10                 | 2                  | 2                  | 0                  | 28       | 5      | 5           | 0          |
| I. Maeŭski         | 26                       | 2                        | 7                        | 0                        | 0+1                                              | 0                                                | 0                                                | 0                                                | 2                     | 0                     | 0                     | 0                     | 12                 | 0                  | 2                  | 0                  | 41       | 2      | 9           | 0          |
| A. Mokïn           | 5                        | -3                       | 0                        | 0                        | 1+0                                              | -1+0                                             | 0                                                | 0                                                | 0                     | 0                     | 0                     | 0                     | 1                  | -6                 | 0                  | 0                  | 7        | -10    | 0           | 0          |
| F. Mubele          | 5                        | 1                        | 0                        | 0                        | 0                                                | 0                                                | 0                                                | 0                                                | 2                     | 0                     | 0                     | 0                     | 5                  | 0                  | 0                  | 0                  | 12       | 1      | 0           | 0          |
| S. Mujïqov         | 18                       | 2                        | 6                        | 1                        | 1+0                                              | 1+0                                              | 0                                                | 0                                                | 0                     | 0                     | 0                     | 0                     | 4                  | 0                  | 0                  | 0                  | 23       | 3      | 6           | 1          |
| R. Mýrtazaev       | 32                       | 7                        | 2                        | 0                        | 1+1                                              | 0                                                | 0                                                | 0                                                | 2                     | 1                     | 0                     | 0                     | 11                 | 2                  | 0                  | 0                  | 47       | 10     | 2           | 0          |
| S. Pavlov          | 0                        | 0                        | 0                        | 0                        | 0                                                | 0                                                | 0                                                | 0                                                | 0                     | 0                     | 0                     | 0                     | 0                  | 0                  | 0                  | 0                  | 0        | 0      | 0           | 0          |
| Y. Persýh          | 29                       | 2                        | 4                        | 0                        | 0+1                                              | 0                                                | 0                                                | 0                                                | 0                     | 0                     | 0                     | 0                     | 7                  | 0                  | 2                  | 0                  | 37       | 2      | 6           | 0          |
| D. Podımskïý       | 0                        | 0                        | 0                        | 0                        | 0                                                | 0                                                | 0                                                | 0                                                | 0                     | 0                     | 0                     | 0                     | 0                  | 0                  | 0                  | 0                  | 0        | 0      | 0           | 0          |
| E. Postnikov       | 31                       | 1                        | 6                        | 0                        | 0+1                                              | 0                                                | 0+1                                              | 0                                                | 2                     | 1                     | 1                     | 0                     | 12                 | 0                  | 2                  | 0                  | 46       | 2      | 10          | 0          |
| V. Prokopenko      | 1                        | 0                        | 0                        | 0                        | 1+0                                              | 0                                                | 0                                                | 0                                                | 0                     | 0                     | 0                     | 0                     | 0                  | 0                  | 0                  | 0                  | 2        | 0      | 0           | 0          |
| D. Rotariu         | 31                       | 7                        | 2                        | 0                        | 1+1                                              | 0                                                | 0                                                | 0                                                | 2                     | 0                     | 0                     | 0                     | 12                 | 0                  | 0                  | 0                  | 47       | 7      | 2           | 0          |
| A. Rukavina        | 28                       | 0                        | 1                        | 0                        | 0+1                                              | 0                                                | 0                                                | 0                                                | 2                     | 0                     | 0                     | 0                     | 12                 | 0                  | 1                  | 0                  | 43       | 0      | 2           | 0          |
| S. Sağınayev       | 0                        | 0                        | 0                        | 0                        | 1+0                                              | 0                                                | 0                                                | 0                                                | 0                     | 0                     | 0                     | 0                     | 0                  | 0                  | 0                  | 0                  | 1        | 0      | 0           | 0          |
| R. M. Sigurjónsson | 11                       | 2                        | 1                        | 0                        | 0                                                | 0                                                | 0                                                | 0                                                | 2                     | 0                     | 0                     | 0                     | 10                 | 5                  | 1                  | 0                  | 23       | 7      | 2           | 0          |
| L. Šimunović       | 18                       | 0                        | 0                        | 0                        | 1+0                                              | 0                                                | 0                                                | 0                                                | 2                     | 0                     | 0                     | 0                     | 8                  | 0                  | 0                  | 0                  | 29       | 0      | 0           | 0          |
| L. Skvorcov        | 0                        | 0                        | 0                        | 0                        | 1+0                                              | 0                                                | 0                                                | 0                                                | 0                     | 0                     | 0                     | 0                     | 0                  | 0                  | 0                  | 0                  | 1        | 0      | 0           | 0          |
| D. Şomko           | 31                       | 0                        | 2                        | 0                        | 1+1                                              | 0                                                | 0                                                | 0                                                | 0                     | 0                     | 0                     | 0                     | 11                 | 1                  | 3                  | 0                  | 44       | 1      | 5           | 0          |
| Ž. Tomašević       | 2                        | 0                        | 0                        | 1                        | 0                                                | 0                                                | 0                                                | 0                                                | 0                     | 0                     | 0                     | 0                     | 4                  | 0                  | 0                  | 0                  | 6        | 0      | 0           | 1          |
| M. Tomasov         | 31                       | 19                       | 3                        | 0                        | 0+1                                              | 0                                                | 0                                                | 0                                                | 2                     | 0                     | 0                     | 0                     | 8                  | 7                  | 2                  | 0                  | 42       | 26     | 5           | 0          |
| S. Xïjnïçenko      | 10                       | 4                        | 0                        | 0                        | 0                                                | 0                                                | 0                                                | 0                                                | 0                     | 0                     | 0                     | 0                     | 4                  | 0                  | 0                  | 0                  | 14       | 4      | 0           | 0          |